# Sonatine
Sonatine (ソナチネ, Sonatine) es una película japonesa estrenada en el año 1993. Escrita, editada y protagonizada por Takeshi Kitano se trata de su cuarta cinta como director y tercera en la que la temática se centra en aspectos como el crimen y la yakuza. Considerada una de sus cintas más exitosas en aceptación del público obtiene, así mismo, buenas críticas profesionales que destacan su mezcla de escenas violentas con un dulce sentido poético y de la estética. Ayudó a impulsar su reconocimiento internacional y a consolidar el denominado "estilo Kitano" mostrando influencias de películas como El silencio de un hombre (Jean-Pierre Melville, 1967) o Uno de los nuestros (Martin Scorsese, 1990).
Obtuvo nominaciones en los Festivales de Cannes, de Venecia y a mejor película del año para Cahiers du Cinéma. Entre otros premios la banda sonora compuesta por Joe Hisaishi obtuvo el galardón de su categoría en los premios de la Academia Japonesa de Cine.

## Sinopsis
Murakawa es un gánster de comportamiento especialmente violento y agresivo. Es todo lo imprudente que uno puede esperar de un miembro de la yakuza, o incluso más, y ha conseguido prestigio y buenas influencias en su desempeño profesional. Sin embargo, con los años, ha empezado a estar cansado de su estilo de vida y quiere un cambio de rumbo. Sus jefes de Tokio le confían la misión de llevar a su clan hasta Okinawa para ayudar a finalizar una guerra entre dos facciones. Aunque Murakawa desconfiará de la naturaleza del encargo, ya que sus turbios negocios en la capital nipona funcionan bien, acepta y acude. 
Ya establecidos en Okinawa, y pasado un tiempo, el papel de Murakawa y el de su grupo sigue sin aclararse. Tras recibir informaciones contradictorias, poco a poco, varios miembros del grupo irán muriendo en diferentes emboscadas y tiroteos. Es por ello que, con un grupo cada vez más reducido, decide retirarse a una remota casa en una playa. La primera noche allí rescata a una joven de un asalto sexual y con el tiempo los dos irán forjando una relación sentimental. El resto de los hombres que los acompañan dejarán pasar el tiempo a la espera de acontecimientos y de las noticias de Tokio.
Con el tiempo queda claro que Murakawa ha sido engañado por sus jefes y por los otros clanes en disputa y se le ordenó acudir a Okinawa para que otros puedan apoderarse de su lucrativo territorio en la capital japonesa. Al descubrir la verdad planeará una venganza, el conflicto se intensificará, y Murakawa se convertirá en una pieza fundamental para su resolución.

## Reparto
- Takeshi Kitano - Aniki Murakawa
- Aya Kokumai - Miyuki
- Tetsu Watanabe - Uechi
- Masanobu Katsumura - Ryoji
- Susumu Terajima - Ken
- Ren Ōsugi - Katagiri
- Tonbo Zushi - Kitajima
- Ken'ichi Yajima - Takahashi
- Eiji Minakata
- Hiroshi Ando - Ito
- Chris Britton - Gánster
- Takeshi Fukazawa - Sakai
- Bob Gunter - Gánster
- Rome Kanda - Gánster
- Hо̄ka Kinoshita - Miembro de Kitajima-gumi
- Koichi Kitamura - Hirose
- Koji Koike - Jefe de Okinawa
- Kо̄ta Mizumori - Kanemoto
- Yoshiyuki Morishita - Maeda
- Yuuki Natsusaka - Murakawa-gumi
- Daigaku Sekine - Nakamatsu
- Gregory Marshall Smith - Vigilante
- Yutaka Tomi - Okumura
- Kanji Tsuda - Tsuda
- Kanta Yamazaki - Camarero

## Recepción
La cinta obtiene buenas valoraciones en los portales de información cinematográfica y entre los críticos profesionales que la han reseñado. 21.012 usuarios de IMDb le conceden una valoración de 7,5 sobre 10. En FilmAffinity obtiene una puntuación de 6,9 sobre 10 con 4.785 votos registrados y sus encargados en España destacan que "se estrenó en 1998 (gracias al éxito de Hana-bi), vuelve a contener escenas violentas envueltas en una extraña y poética mirada dulce". En el agregador Rotten Tomatoes obtiene una calificación de "fresco" para el 92% de las 24 críticas profesionales computadas y para el 89% de la audiencia que ha realizado más de 5.000 valoraciones de la película.
El escritor, crítico y director de cine español Vicente Molina Foix en la revista Cinemanía la consideró "la obra maestra de uno de los más perturbadores cineastas contemporáneos" y en el diario El País en 1998 la consideró "la obra maestra de Kitano.(...) Su descarnada impasibilidad emocional es la misma de Bresson o Dreyer, la de Ozu quizá". Rafael Sánchez Casademont, para la revista Fotogramas, la incluye en la lista "Las (otras) 100 mejores películas de la historia del cine" destacando que es "una imborrable mezcla de cine de mafias y amor lleno de melancolía poética y una sonrisa final que no se olvida".
El crítico estadounidense Roger Ebert la calificó en 1998 con 3,5 sobre 4 destacando "es pura, minimalista.(...) Demuestra que las películas violentas de mafiosos no tienen que estar repletas de diálogos estúpidos, acción desenfrenada y violencia gratuita". Judd Blaise para la web Allmovie.com le otorga una puntuación de 4 sobre 5 incidiendo en que es "un excelente ejemplo del estilo de Kitano, Sonatine presenta una combinación de comedia inexpresiva y lirismo inesperadamente romántico, interrumpido periódicamente por estallidos de violencia sorprendentemente repentinos". Rob Mackie para el periódico The Guardian le otorga un 4 sobre 5 reseñando "es un trabajo contemplativo y por lo general pacífico, acentuado con algunos momentos de violencia extrema".